# Сиріянка
Сирія́нка (італ. Busto romano di matrona, soprannominata "La Siriana")— скульптурний портрет невідомої жінки, так званої Сиріянки, доби Стародавнього Риму, що зберігає музей Ермітаж.

## Опис твору
В залі Юпітера, де експоновані мармурові скульптури і портрети доби Стародавнього Риму, увагу привертає невеличкий портрет трохи зажуреної жінки. Її умовна назва — Сиріянка.
Перед глядачем — трохи похилена голівка сумної жінки, що не побажала приховувати свій невеселий настрій навіть перед чужинцем-скульптором. Вона готувалася до портретування, про що свідчить ретельно створена, висока зачіска. Жінка не належить до імператорської родини, проте належала до високого стану, можливо, в римській провінції. Її ім'я не збережене. Невідомий скульптор виявився талановитим і майстерним. Він реалістично відтворив і її модну зачіску, і меланхолійний настрій, не припускаючись ні до ідеалізації, ні до зайвих компліментів. Але зберіг притаманну жінці — привабливість. При цьому він не приховав диспропорцій її обличчя, яке було важко назвати обличчям красуні. Різні частини портрету по різному оброблені. Так, зачіска ретельно пророблена долотами, але її поверхня залишена шерехатою. Обличчя, навпаки, і ретельно пророблене, і ретельно зашліфоване. Реставратори промили поверхню скульптурного портрета і повернули йому якості первісно створеного твору, поверхня виблискує при освітленні, що притаманне лише високоякісному мармуру.
Портрет належить до найкращих зразків скульптурних портретів доби Стародавнього Риму 2-го століття н. е. як по збереженості, так і по мистецькій вартості. І витримує порівняння з будь-яким жіночим портретом доби, нічим їм не поступаючись.

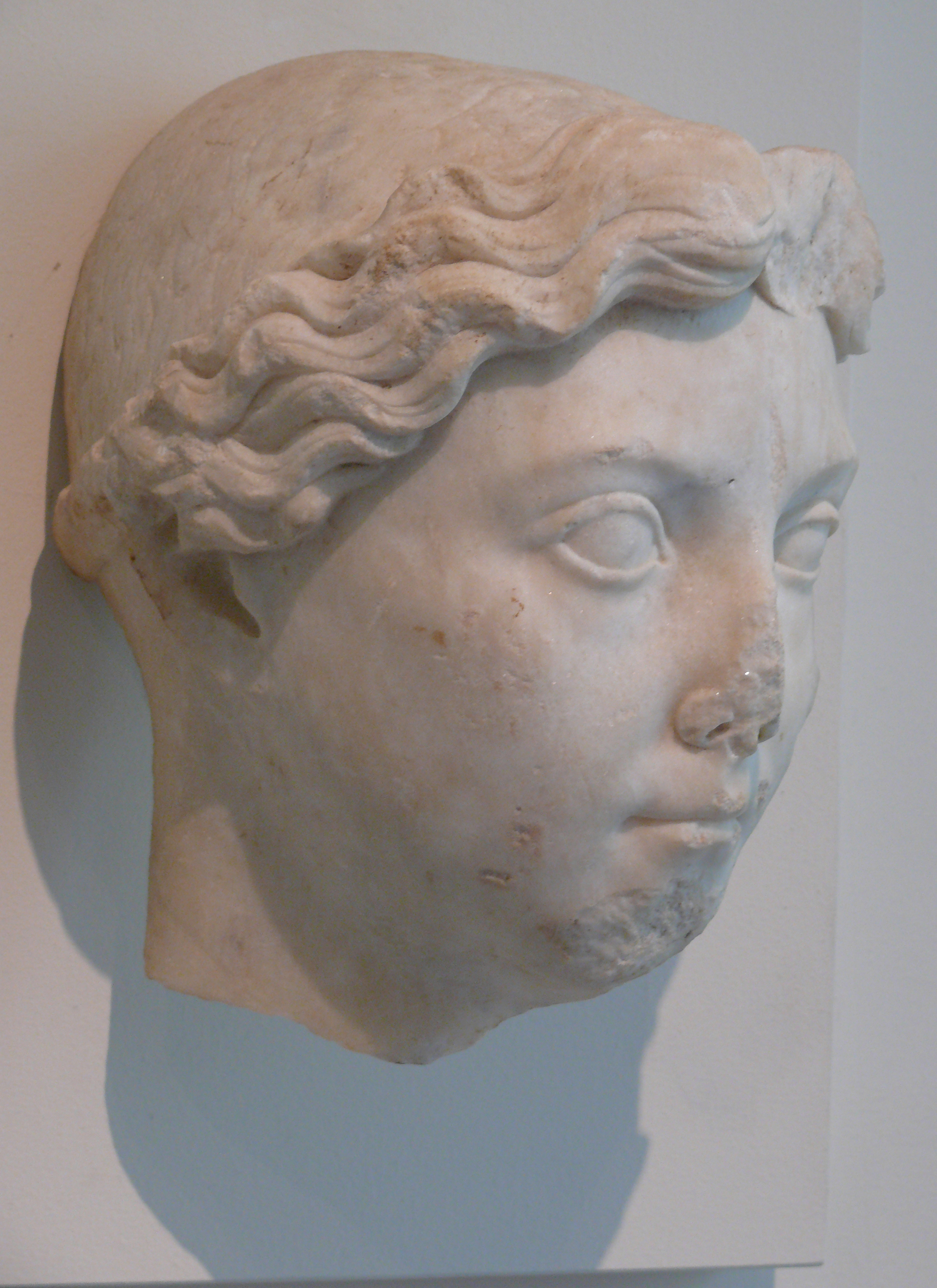
Лівія Друзілла, дружина імператора Октавіана Августа і мати Тіберія
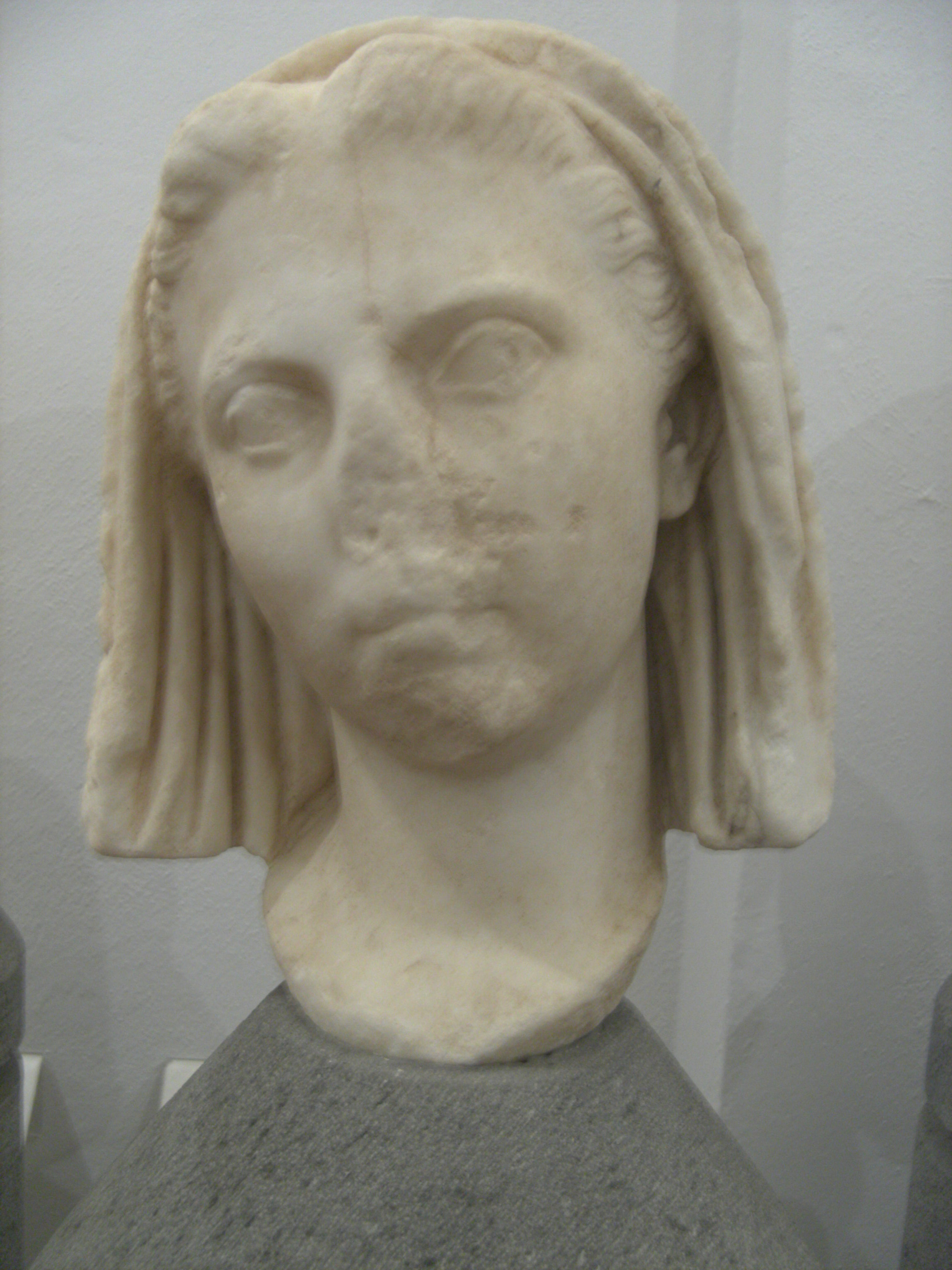
Віпсанія Агріппіна, перша дружина імператора Тіберія
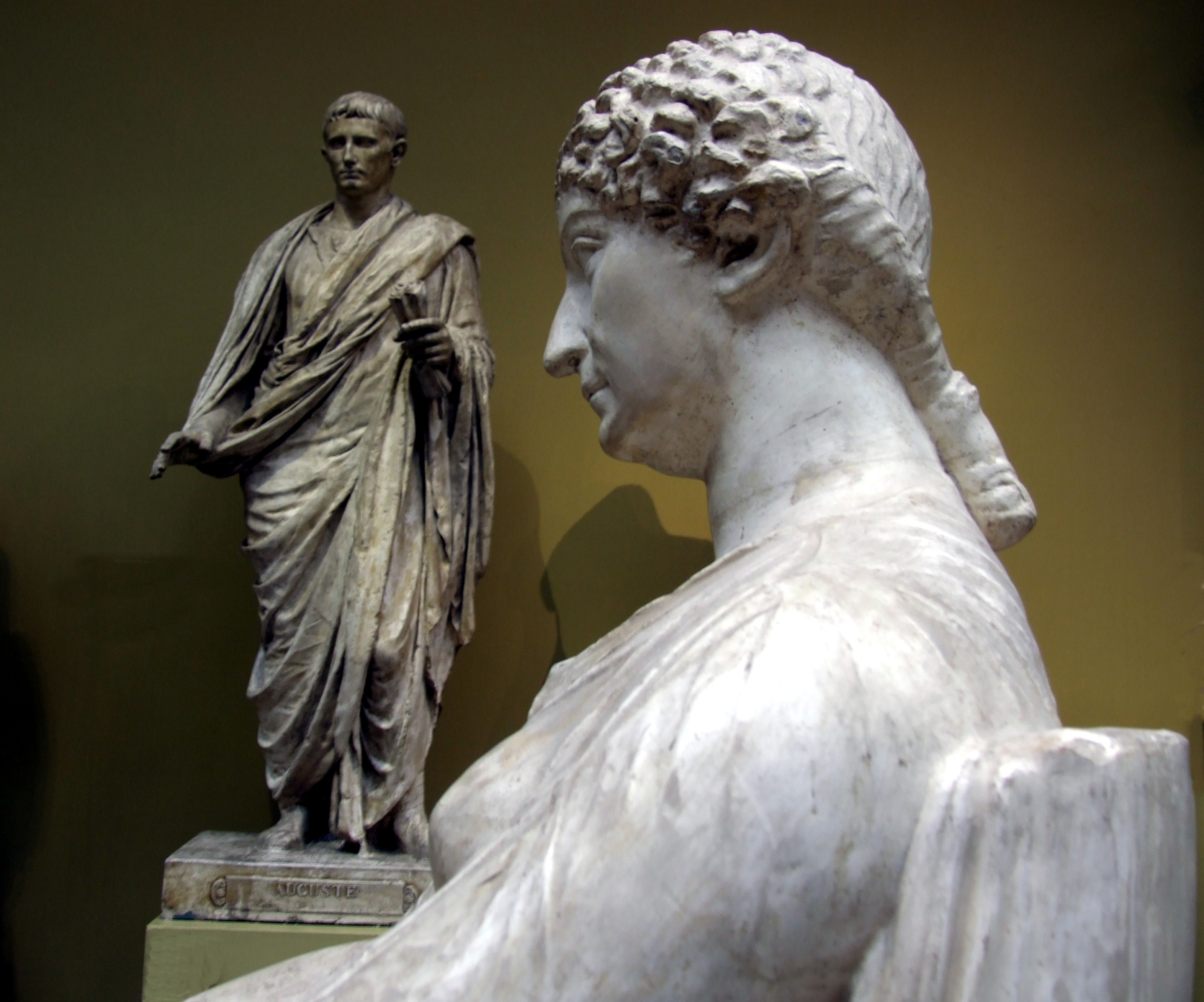
Агріппина молодша, мати Нерона.